# Luleå község
Luleå község (svédül: Luleå kommun) Svédország 290 községének egyike. Székhelye Luleå, amely egyben Norrbotten megye központja is.

## Települései
A községben 18 település (tätort) található. A települések és népességük:
| Település       | Népesség                       | Megjegyzés         |
| --------------- | ------------------------------ | ------------------ |
| Luleå           | 49 646 fő (2023. dec. 31.) +/- | a község székhelye |
| Alvik           |                                |                    |
| Antnäs          |                                |                    |
| Bensbyn         |                                |                    |
| Bergnäset       |                                |                    |
| Brändön         |                                |                    |
| Bälinge         |                                |                    |
| Ersnäs          |                                |                    |
| Gammelstaden    |                                |                    |
| Jämtön          |                                |                    |
| Kallax          |                                |                    |
| Karlsvik        |                                |                    |
| Klöverträsk     |                                |                    |
| Måttsund        |                                |                    |
| Persön          |                                |                    |
| Rutvik          |                                |                    |
| Råneå           |                                |                    |
| Södra Sunderbyn |                                |                    |

## Külső hivatkozások
- Hivatalos honlap (svéd, angol)